# Rainer Ludwig
Rainer Ludwig (* 17. Juni 1961 in Pegnitz) ist ein deutscher Politiker (Freie Wähler) und Unternehmer. Er ist seit 2018 Abgeordneter im Bayerischen Landtag.

## Werdegang
Rainer Ludwig ist gelernter Bankkaufmann und war in verschiedenen Bereichen der Sparkasse über 30 Jahre tätig. Zudem moderierte Ludwig von 1988 bis 2019 die erfolgreiche Sendung „Frühschoppen“ beim Kulmbacher Lokalrundfunk-Sender Radio Plassenburg. Sonn- und feiertags präsentierte er volkstümliche Klänge, die schönsten Schlager und Evergreens. Seit 2014 betreibt er als selbstständiger Event-Manager eine Agentur mit Sitz in Kulmbach. Ludwig ist verheiratet. Er ist römisch-katholischer Konfession.

## Politik
Ludwig ist seit Mai 2014 Mitglied des Stadtrates Kulmbach und des Kreistages des Landkreises Kulmbach. 2017 übernahm er den Kreisvorsitz seiner Partei. Er bewarb sich bei der Landtagswahl am 14. Oktober 2018 als Direktkandidat im Stimmkreis 408 Wunsiedel/Kulmbach und auf dem zweiten Platz der Wahlkreisliste für Oberfranken; dort erreichte er die zweitmeisten Stimmen und wurde erstmals in den Landtag gewählt. Dort ist Ludwig aktuell Mitglied des Ausschusses für Eingaben und Beschwerden und Mitglied des Ausschusses für Wirtschaft, Landesentwicklung, Energie, Medien und Digitalisierung. Seit Januar 2019 gehört er außerdem dem Medienrat an und war bis Oktober 2023 zudem Energiepolitischer Sprecher seiner Fraktion. 
Bei der Landtagswahl 2023 konnte Ludwig seine Ergebnisse nochmals steigern und so zog er erneut mit den zweitmeisten Stimmen (hinter Staatsminister Thorsten Glauber) in den Landtag ein. Er fungiert seit dieser Legislaturperiode als Medienpolitischer Sprecher der Freie Wähler-Landtagsfraktion.